# Cap-de-Creus-Massiv
Das Cap-de-Creus-Massiv ist ein rund 200 Quadratkilometer großer Aufbruch im Grundgebirge der östlichen Pyrenäen, der vorwiegend aus metamorphen paläozoischen Schiefern und Ganitoiden aufgebaut wird. Es ermöglicht den kontinuierlichen Einblick in eine rund 2.000 Meter mächtige  Gesteinsserie, deren Metamorphosegrad von recht niedriggradigen Grünschiefern bis hin zu hochgradigen Migmatiten reicht. Das Massiv gehört zur Achsenzone der Pyrenäen und stellt deren am weitesten östlich gelegenen Grundgebirgsaufbruch dar.

## Geographische Lage

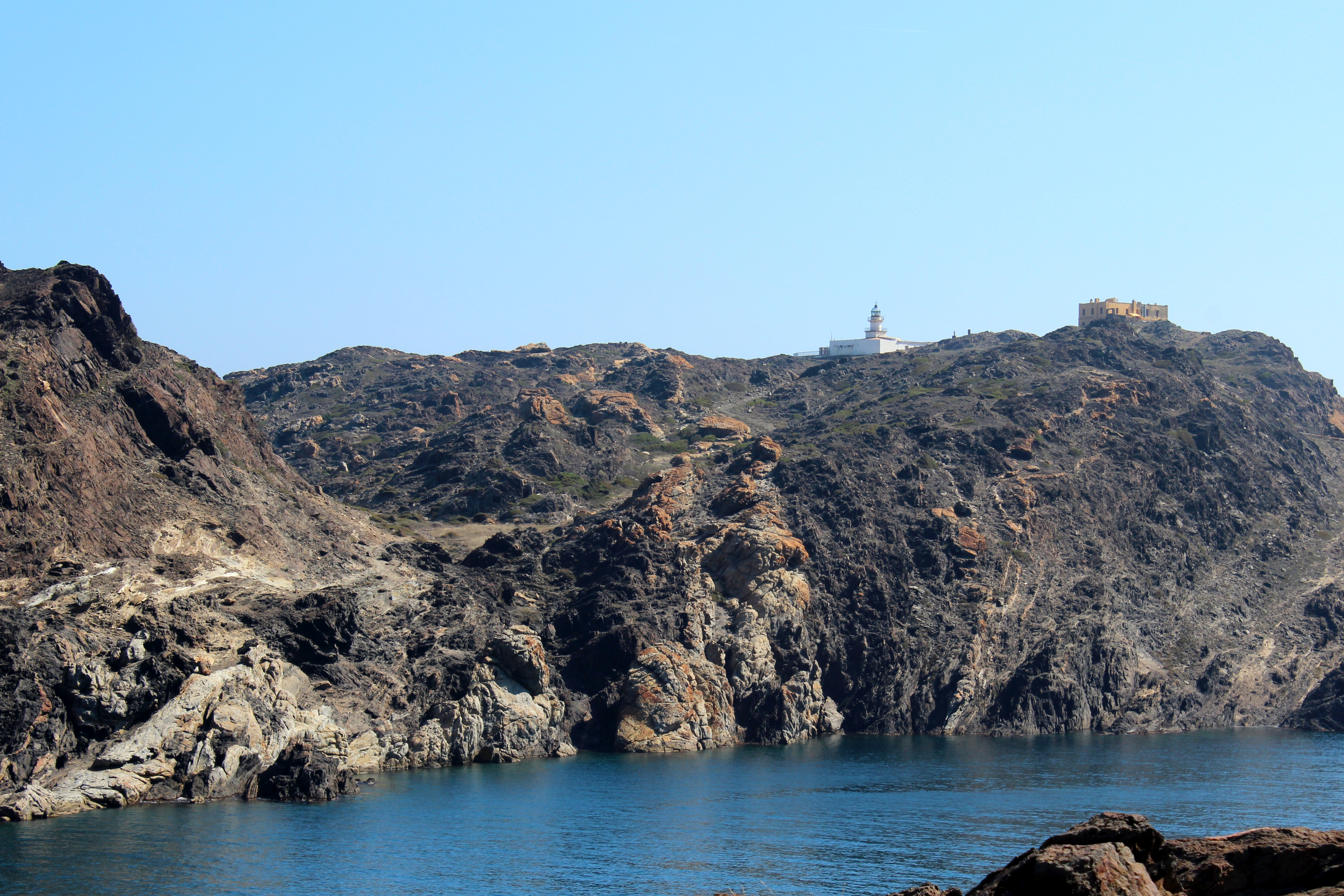
Das Cap de Creus mit Leuchtturm. Die steilstehenden hochmetamorphen Schiefer werden hier von Pegmatitzügen durchsetzt.

Das Cap-de-Creus-Massiv, benannt nach dem Cap de Creus, ist die südöstliche Fortsetzung des Albères-Massivs, von dem es durch die Valleta-Verwerfung abgetrennt wird. An dieser Verwerfung südlich von Llançà wurde das Cap-de-Creus-Massiv im Vergleich zum Albères-Massiv herausgehoben, erkennbar am jähen Übergang von der niedriggradigeren Chloritzone des Albères-Massivs zur Biotitzone und Andalusitzone des nördlichen Cap-de-Creus-Massivs. 
Die maximale Längserstreckung des Massivs in Südostrichtung beträgt rund 18 Kilometer, seine maximale Breite senkrecht hierzu ist knapp 13 Kilometer. Die Südwestseite des Massivs verschwindet unter den neogenen Sedimenten des Empordà-Beckens. Die Nordost- und Südostseite wird vom Mittelmeer begrenzt, in das es abtaucht.

## Überblick

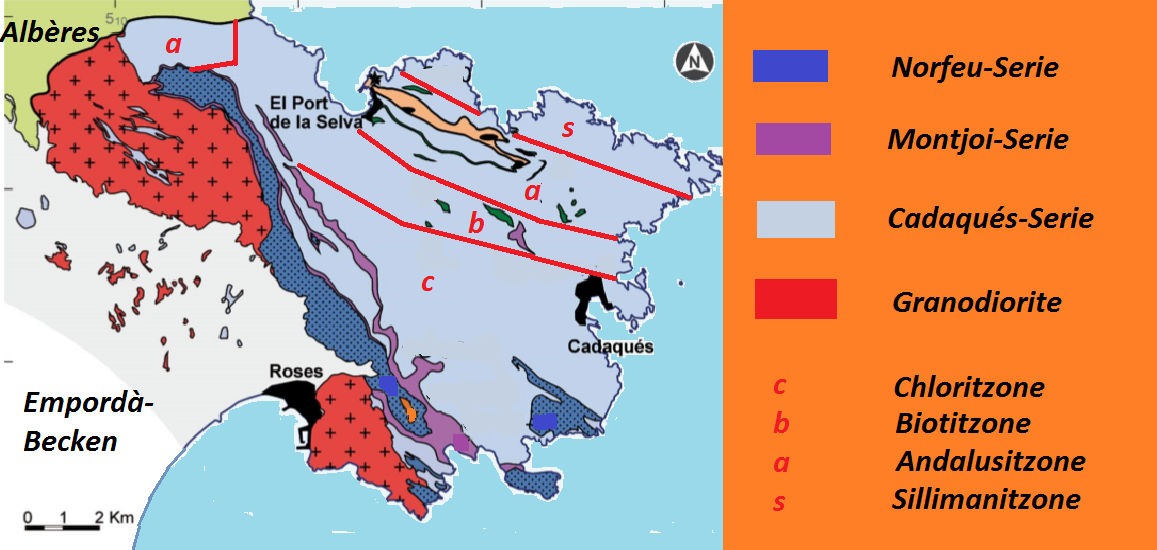
Geologische Karte des Cap-de-Creus-Massivs

Wie auch andere Gundgebirgsmassive in der primären Achsenzone der Pyrenäen besteht das Cap-de-Creus-Massiv aus einer neoproterozoisch-paläozoischen Sedimentserie, die während der variszischen Orogenese metamorphosiert und gegen Ende der Gebirgsbildung von zwei Granitoiden, dem Rodes-Granodiorit und dem Roses-Granodiorit, intrudiert wurde. Eingelagert in die Sedimentserie finden sich Magmatite des Paläozoikums, die jetzt ebenfalls metamorphosiert vorliegen. Eine Rarität sind winzige basaltische Intrusionskörper wie beispielsweise der Puig Ferral bei Cadaqués, die im Neogen in das Massiv eindrangen.

### Metasedimente
Die Metasedimente der Cap-de-Creus-Halbinsel sind rund 2.000 Meter mächtig. Sie lassen sich in eine Untere Serie und in eine Obere Serie gliedern, welche durch eine Diskordanz voneinander getrennt werden. Die Untere Serie besteht ihrerseits wiederum aus zwei Serien (vom Hangendem zum Liegendem):
- Montjoi-Serie
- Cadaqués-Serie (auch als Cadaqués-Cap-de-Creus-Serie bezeichnet)[2]

Die Cadaqués-Serie ist eine Wechselfolge von Metapsammiten und Metapeliten, vorwiegend eine monotone Abfolge vorherrschender metamorphosierter, ockergrauer Grauwacken mit untergeordneten, bleigrauen Peliten und seltenen Einschaltungen andersgearteter Lithologien. Gewöhnlich handelt es sich um Dezimeter mächtige Grauwackenlagen, die von nur sehr dünnen Pelitlagen abgetrennt werden. Die Mächtigkeit der Grauwackenschüttungen kann aber sehr stark anschwellen und beispielsweise an der Cala Culip und der Cala Portaló 10 Meter erreichen. Da die Grauwackenbänke seitlich nicht aushalten, lassen sie sich nicht auskartographieren. Zum Hangenden werden die Metasedimente der Cadaqués-Serie dunkler und pelitischer, bis sie schließlich in der Montjoi-Serie als Schwarzschiefer vorliegen, in die kleinere Marmorlinsen eingebettet sind. 
Die Obere Serie wird auch als Norfeu-Serie bezeichnet. Die Norfeu-Serie ist eine siliziklstisch-karbonatische Abfolge, die vorwiegend im Südosten der Halbinsel vorkommt. Außerdem umgürtet sie in einem Nordwest-Südost-streichenden Band die Ostbegrenzung der beiden Granodiorite.
Die schon angesprochenen Fremdeinschaltungen in der Cadaqués-Serie sind vorwiegend Plagioklas-Amphibol-reiche, nicht aushaltende Lagen im Millimeter- und Zentimeterbereich, die mit den Grauwacken assoziiert sind. Sie ähneln Amphibolitlagen in den Ollo-de-Sapo-Gneisen in der Zentraliberischen Zone oder Einschaltungen in der Villalba-Serie. Sie sind gewöhnlich konkordant und stehen im Gradierungsverhältnis mit den Grauwacken. Ihre linsige Absonderung ist meist tektonisch bedingt (Boudinage), kann aber auch primär sedimentär verursacht sein. 

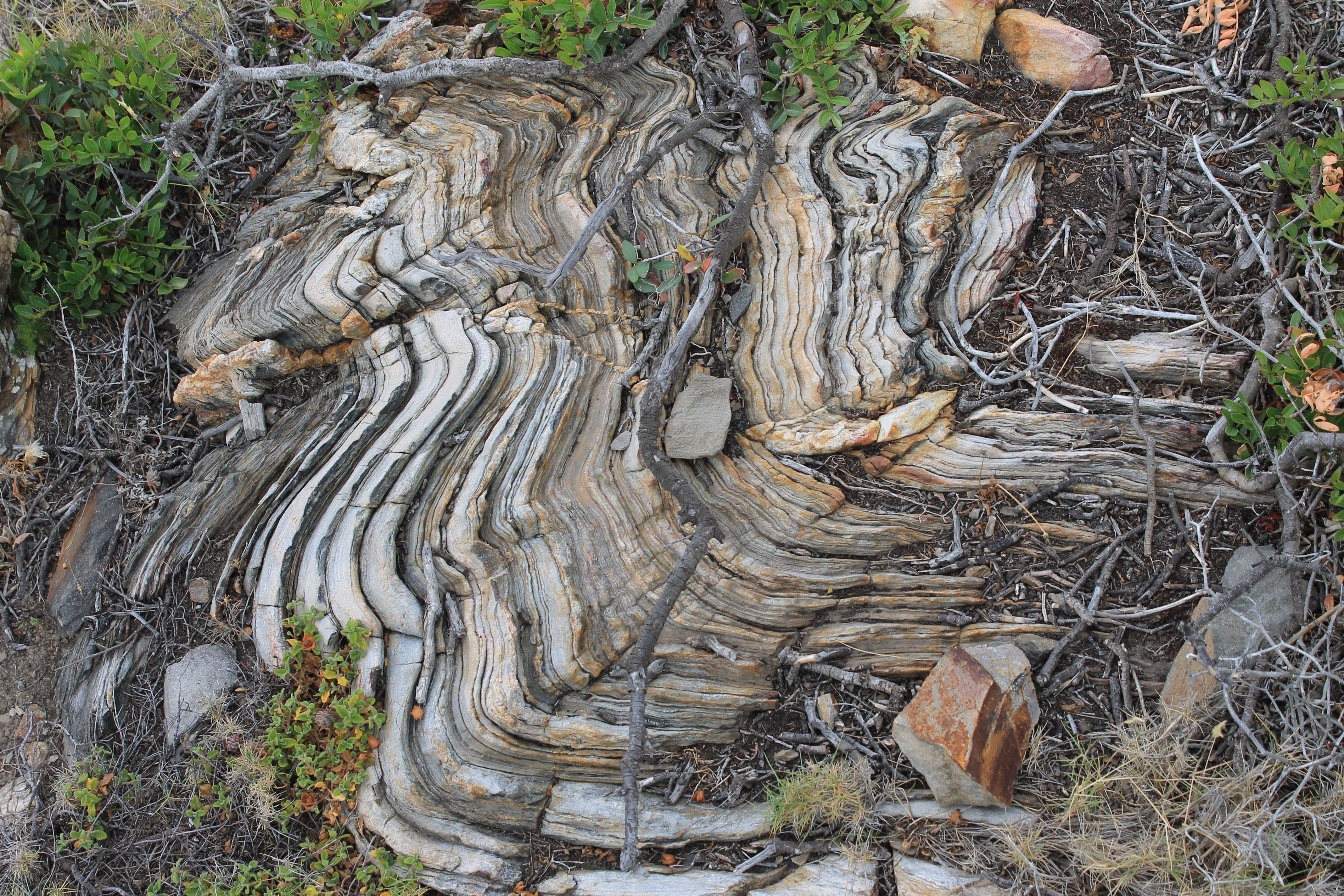
Gebänderter und teils boudinierter Quarzit

In der Cadaqués-Serie treten gut gebankte, mehrere Zentimeter bis Meter mächtige Quarzitlagen auf. Die dunkle Varietät, der so genannte Rabassers-Quarzit, besteht aus meterdicken, schwarz-weiß gestreiften Quarziten, deren prädominant dunklen Anteile reich an organischer Materie sind. Die reinweiß gefärbten Culip-Quarzite sind wesentlich grobkörniger als der Rabassers-Quarzit. Übergangstypen mit schwarz-weiß gestreifter Bänderung sind ebenfalls anzutreffen. 
Auch die Montjoi-Serie enthält Fremdeinschaltungen, so beispielsweise eine größere Marmorlinse und im Hangenden Metaporphyre. Als weitere Einschaltung (womöglich tektonischen Ursprungs) fungiert der Sant-Baldiri-Komplex – kohlenstoffreiche Schwarzschiefer, Kalk-Silikatgeteine, Marmore, weiße Quarzite, Leukogneise und Amphibolite. Der Sant-Baldiri-Komplex wird von rostfarbenen Schiefern umgeben. Zusammen mit den beiden bereits angeführten Quarziten kann er als markanter Horizont zu Kartierungszwecken verwendet werden. 

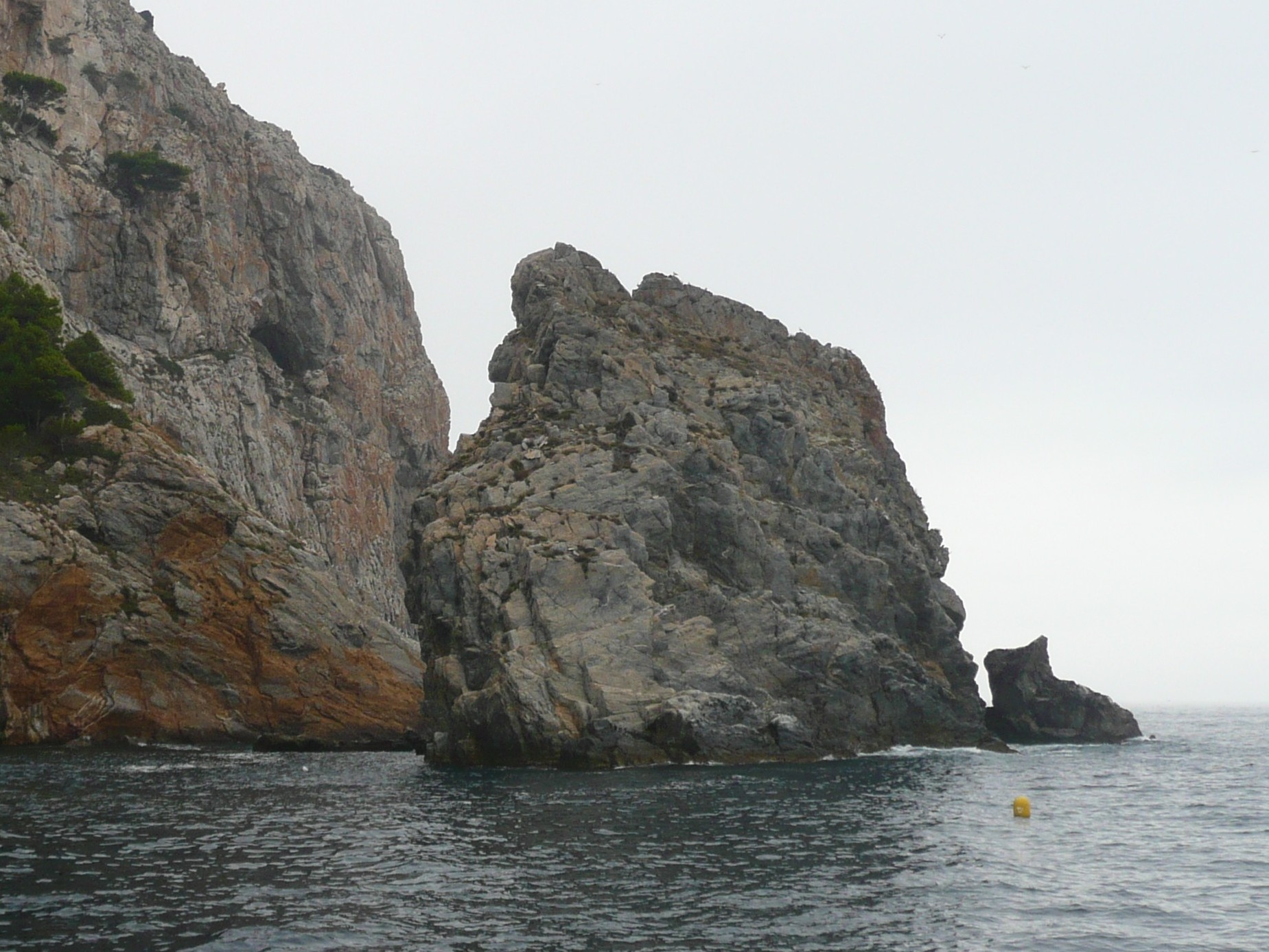
Die Norfeu-Serie am Cap Norfeu

In der Norfeu-Serie kommen ebenfalls Marmore vor. So beginnt die Serie mit einer basalen Marmorlage, über der sich eine Sandsteinlage und eine Konglomeratlage absetzten. Es folgen dann erneut Marmore, die im Hangenden dolomitisch ausgebildet sind.

### Prävariszische Magmatite
In den Metasedimenten treten zwei Arten von ehemaligen Magmatiten auf: Orthogneise und Metabasite. Zu den Orthogneisen gehören der Port-de-la-Selva-Gneis und mehrere leukokratische Linsen im Sant-Baldiri-Komplex. Der schichtartig intrudierte Port-de-la-Selva-Gneis hat granitische bis quarzmonzonitische Zusammensetzung und besitzt ein reliktartiges Porphyrgefüge mit gelegentlichen Feldspat-Phänokristallen. Die in verschiedenen Niveaus der Metasedimente und auch im Sant-Baldiri-Komplex vorkommenden Metabasite waren ursprünglich Intrusionen von Gabbros oder Doleriten. Aufgrund der variszischen Metamorphose liegen sie jetzt als Grünschiefer oder Amphibolite vor.

### Variszische Magmatite
Noch während der variszischen Orogenese drangen entlang der Südwestgrenze des Cap-de-Creus-Massivs zwei größere, in der Südostrichtung ausgelängte, synkinematische Granodioritstöcke in die Metasedimente ein, der Rodes-Granodiorit im Nordwesten und der Roses-Granodiorit am      Golf von Roses. Ihr Wärmegehalt induzierte eine Kontaktmetamorphose in den umgebenden Phylliten mt Fleckschiefern und Hornfelsen. Die Intrusionen müssen noch vor der Deformationsphase D 2 erfolgt sein, da neu geformte Porphyroblasten in der Kontaktzone über die regionale Schieferung S 1 hinwegwachsen, jedoch ihrerseits von Krenulationen der zweiten Deformationsphase D 2 durchsetzt werden. 
Das ursprünglich magmatische Gefüge der beiden Granodiorite wurde sodann im magmatischen Endstadium von leukokraten Apliten und Pegmatiten durchdrungen, die Dehnungsrisse als Aufstiegswege benutzten. Wahrscheinlich hatten diese Restschmelzen eine rheologische Versteifung herbeigeführt. 
Nach Beendigung des Magmatismus entstanden tieftemperierte, anastomosierende Scherzonen-Netzwerke in den Granodioriten, denen ganz am Ende des Abkühlungsprozesses noch Kataklasis in millimeterdicken Bändern folgte. 
Insbesondere der Roses-Granodiorit ist sehr reich an Einschlüssen und enthält unter anderem auch Metasedimente.

## Chemische Zusammensetzung

### Hauptelemente
| Oxid Gew. % | Phyllit Muskovitzone | Schiefer Sillimanitzone | Gneis Port de la Selva | Pegmatit  | Migmatit Melanosom | Plagioklas- Amphibolit | Tonalit   | Granodiorit | Leukogranit |
| ----------- | -------------------- | ----------------------- | ---------------------- | --------- | ------------------ | ---------------------- | --------- | ----------- | ----------- |
| SiO2        | 63,00                | 69,21                   | 65,40                  | 73,46     | 46,14              | 52,60                  | 57,50     | 66,80       | 75,10       |
| TiO2        | 0,74                 | 0,62                    | 0,32                   | 0,08      | 1,13               | 1,66                   | 0,89      | 0,75        | 0,14        |
| Al2O3       | 16,40                | 13,22                   | 16,90                  | 14,78     | 22,73              | 14,67                  | 18,60     | 15,80       | 13,80       |
| Fe2O3       | 6,03(tot)            | 5,22(tot)               | 2,43(tot)              | 0,70(tot) | 11,81(tot)         | 12,03(tot)             | 9,87(tot) | 4,97(tot)   | 1,06(tot)   |
| MnO         | 0,07                 | 0,07                    | 0,04                   | 0,14      | 0,18               | 0,22                   | 0,12      |             |             |
| MgO         | 2,55                 | 2,45                    | 1,34                   | 0,05      | 5,35               | 5,39                   | 1,51      | 1,66        | 0,18        |
| CaO         | 0,83                 | 2,04                    | 2,75                   | 0,13      | 2,56               | 6,41                   | 4,62      | 3,06        | 0,88        |
| Na2O        | 2,63                 | 3,22                    | 5,37                   | 4,82      | 3,66               | 4,19                   | 3,40      | 3,12        | 3,27        |
| K2O         | 3,67                 | 3,33                    | 3,16                   | 3,72      | 4,37               | 0,46                   | 2,26      | 2,81        | 5,09        |
| P2O5        | 0,24                 | 0,18                    | 0,10                   |           | 0,08               | 0,26                   | 0,40      |             |             |
| H2O         | 2,25                 | 0,55                    | 0,68                   | 0,46      | 1,33               | 1,91                   | 0,66      | 0,60        | 0,34        |

Bei den angeführten Gesteinsproben handelt es sich vorwiegend um intermediäre bis saure Gesteine dioritischer, tonalitischer, granodioritischer bis granitischer Zusammensetzung. Sie sind recht reich an Kalium und auch an Natrium; sie sind daher als kaliumreiche (hoch-K) Alkaligesteine einzustufen. Die MgO-, CaO- und auch die Gesamteisenwerte sind insgesamt recht niedrig. Die Leukogranite und die Migmatite sind peralkalisch, die restlichen Magmatite gehören einer kalkalkalischen Cafemic-Gesteinsassoziation an.

## Metamorphose

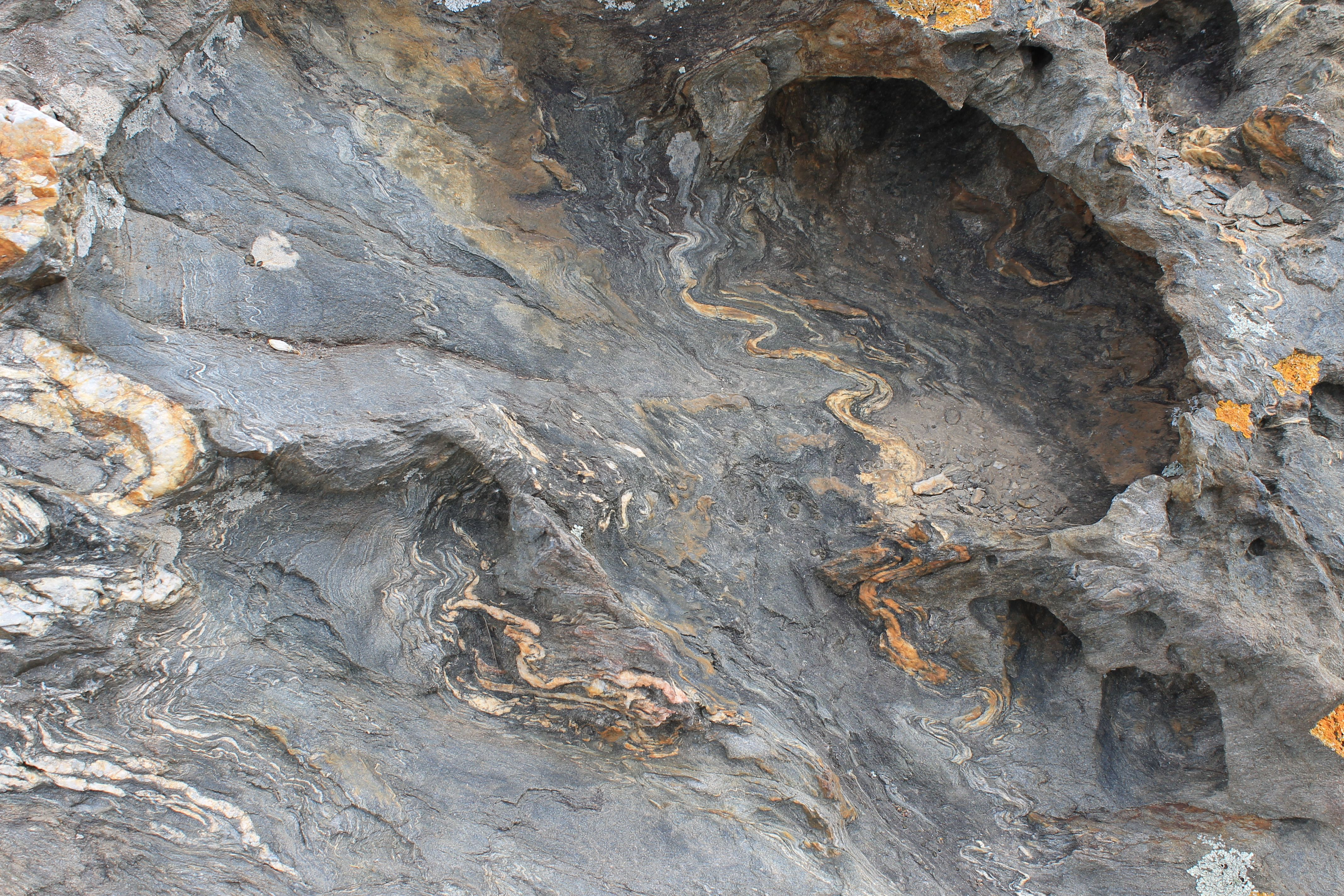
Migmatit der Sillimanitzone

Wie auch die restlichen Pyrenäen wurde das Cap-de-Creus-Massiv gegen Ende des Oberkarbons von einer Hochtemperatur-Niedrigdruck-Metamorphose (HT-LP) mit sehr steilen Temperaturgradienten erfasst. Hierbei durchliefen die Metasedimente nahezu die gesamten Metamorphosebedingungen, von niedriggradig (Grünschieferfazies) bis hin zu hochgradig (obere Amphibolitfazies) inklusive Anatexis. Der in den Metasedimenten dokumentierte Metamorphosegrad zeigt einen deutlich ansteigenden Gradienten vom Südwesten hin zum Nordostrand der Halbinsel. Eine Ausnahme bilden hierbei die beiden Granodioritintrusionen am Südwestrand des Massivs, die den nordöstlich benachbarten niedriggradigen Schiefern noch eine zusätzliche Kontaktmetamorphose aufzwangen, erkennbar an Hornfelsen und Knotenschiefern. Die in etwa Südsüdost-streichende  Kontaktaureole ist rund einen Kilometer breit. Nach Nordosten schließen sich dann verfaltete Phyllite der Chloritzone (auch Chlorit-Muskovitzone) an, charakterisiert durch die Anwesenheit von Chlorit und Muskovit. Die Chloritzone erreicht entlang der Südostküste eine maximale Breite von 7 Kilometer, keilt aber nach Nordwesten sukzessive aus.  Auf die Chloritzone folgt nördlich von Cadaqués die südost-streichende, maximal 2 Kilometer breit werdende Biotitzone (Auftreten von neugebildetem Biotit in Glimmerschiefern) und ab der Cala s'Alqueria die 2 Kilometer breite Andalusitzone (auch Andalusit-Cordieritzone), gekennzeichnet durch das erstmalige Erscheinen von Andalusit und Cordierit.

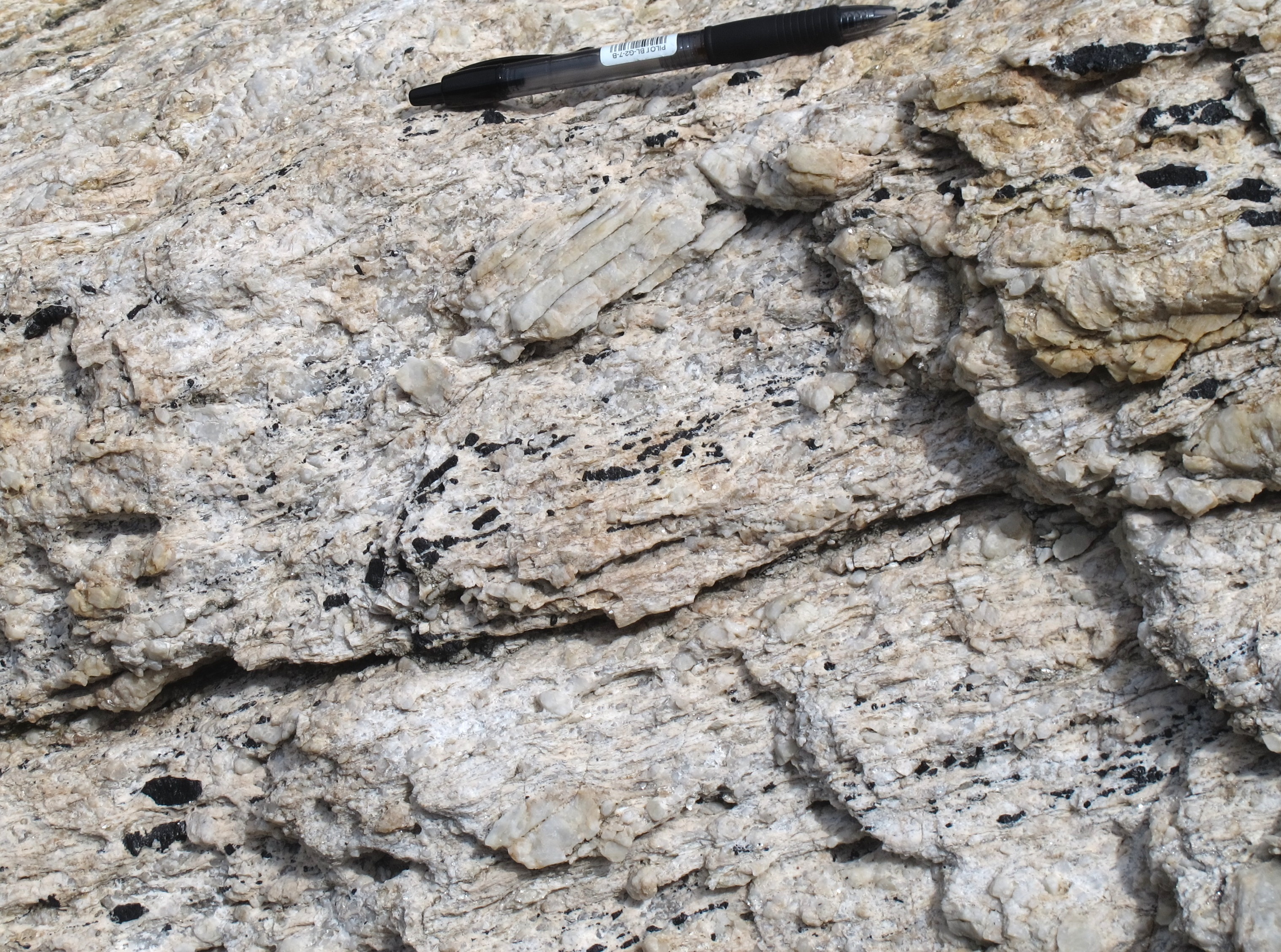
Mylonitisierter Pegmatit, Cala de Portixo

Mit Erreichen der Biotitzone werden erstmals mylonitische Scherzonen in den Metasedimenten angetroffen, die in Richtung Nordost immer häufiger werden. Die abschließende Sillimanitzone, charakterisiert durch die Anwesenheit von Sillimanit und unterteilbar in eine Sillimanit-Muskovitzone und eine Sillimanit-Kalifeldspatzone, folgt in einem 1,5 Kilometer breiten Band der Nordostküste vom Cap de Creus bis hin zum Cap Gros. Sie zeichnet sich durch Scherzonennetzwerke, der Anwesenheit von Migmatiten sowie bis zu 10 Meter mächtigen, hellen Pegmatitgängen aus, insbesondere am Cap Gros und bei Tudela.
Für die während der Metamorphose herrschenden p-T-Bedingungen konnte Druguet (1997) einen Temperaturbereich von 450 °C für die Chloritzone bis hin zu 670 °C für die Sillimanitzone ermitteln. In der Sillimanitzone wurden maximale Drucke von 0,47 GPa registriert. In Migmatiten der Punta dels Farallons waren die Temperaturen sogar auf 700 °C angestiegen und die Drucke hatten immerhin 0,74 GPa erreicht. Dies entspricht Versenkungstiefen von rund 15 bis 20 Kilometer.

## Tektonik

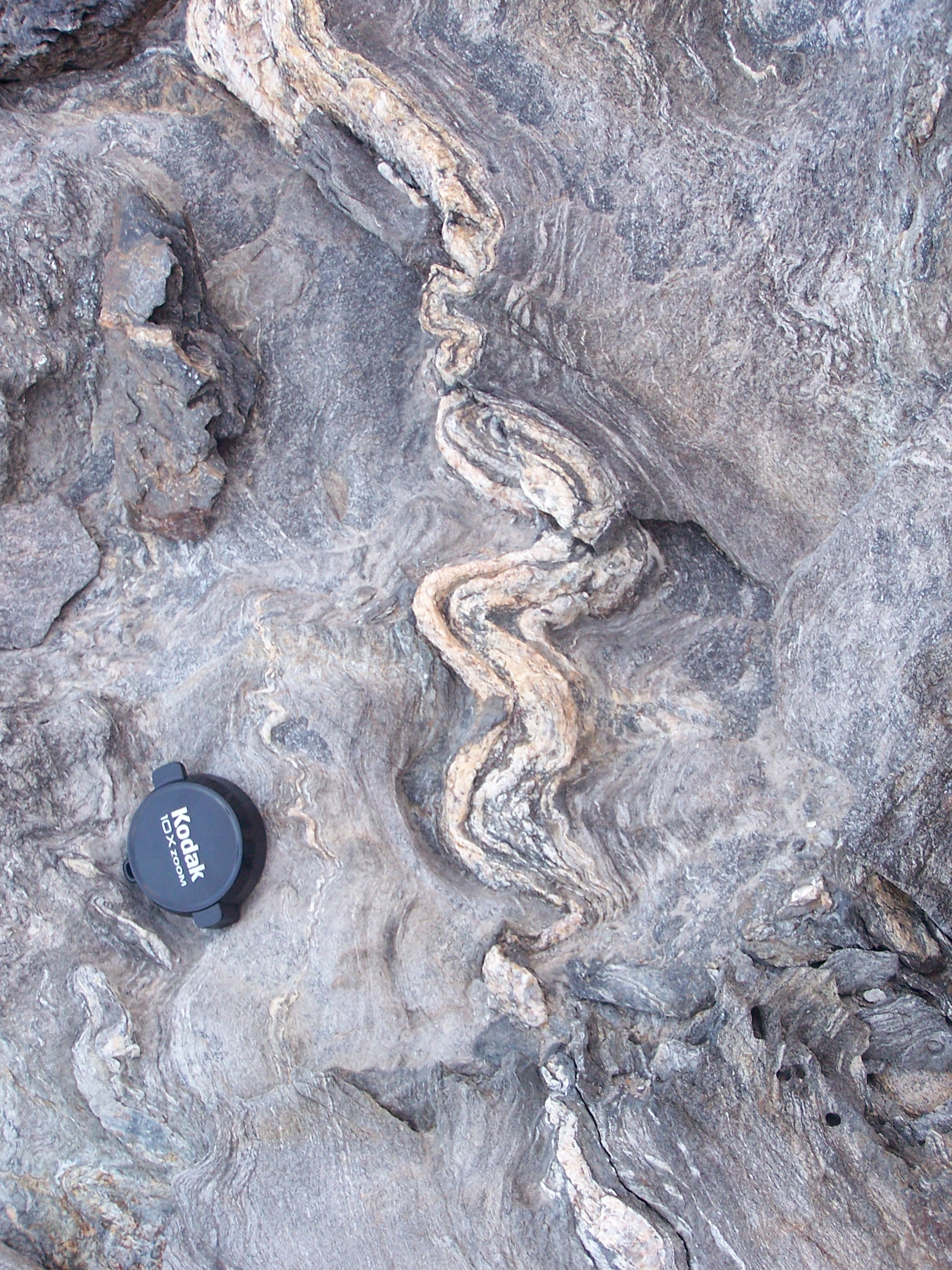
In einer Scherzone verfalteter und boudinierter Pegmatitgang

Die variszische Deformation im Cap-de-Creus-Massiv lässt sich einer generellen dextralen (rechtsverschiebenden) Transpression zuordnen und kann in drei Abschnitte D 1, D 2 und D 3 gegliedert werden. Während der ersten Deformationsphase entstand die regionale, generell flachliegende, schichtparallele Schieferung S 0/1. Die Deformationsphase D 2 verlief sehr intensiv, da die prograd verlaufende Metamorphose allmählich ihren Höhepunkt in der oberen Amphibolitfazies erreichte. Die Aufheizung der Sedimente war derart stark, dass entlang der Nordostküste im Umfeld von kleineren Intrusionen von Tonalit und Quarzdiorit die Schiefer aufgeschmolzen und teilweise migmatisiert wurden. Auf dem Höhepunkt der metamorphen Entwicklung erfolgte die Platznahme der anatektischen Pegmatite. Während D 2 wurde die alte Schieferung S 1 zu einer neuen, steil stehenden Schieferung S 2 transpositioniert, gleichzeitig bildeten sich engständige bis isoklinale D 2-Falten. Die zugehörigen Strecklineare L 2 fallen flach bis steil nach Nordwesten ein. Die Deformationsphase D 3 fand nach Erreichen des thermischen Maximums bereits unter den retrograden metamorphen Bedingungen der Grünschieferfazies statt. Sie ist verantwortlich für das Entstehen der Scherzonen und Mylonite, die alle älteren Strukturen überprägten. Die Verformung hatte sich jetzt in einem überwiegend rechtsverschiebenden Netzwerk von Scherzonen lokalisiert. Das Netzwerk begleitende Strukturen sind Falten, Taschenfalten, Scherbänder und auch Scherbrüche. Das Entstehen von Scherbrüchen deutet bereits auf das Erreichen des spröden oberen Krustenbereichs hin und somit auf ein allmähliches Auftauchen des Cap-de-Creus-Massivs.

### Struktureller Aufbau
Strukturell kann das Cap-de-Creus-Massiv in vier Bereiche unterteilt werden (von Südwest nach Nordost):
- Südlicher Scherzonengürtel
- Faltengürtel
- Übergangszone
- Nördlicher Scherzonengürtel

Der Südliche Scherzonengürtel umfasst die relativ flach intrudierten beiden Granodioritmassive samt ihren Scherzonen sowie deren Kontaktzonenbereich. Die assoziierten Metasedimente zeigen hier in ihrer Schieferung und ihren Faltenachsenebenen ein geringes bis gemäßigtes Einfallen nach Südwesten. Im anschließenden Faltengürtel, der sich über die Chlorit- und die Biotitzone erstreckt, verflacht die Schieferung zusehends und liegt mehr oder weniger horizontal. Die Übergangszone ist mit der Andalusitzone identisch und wird durch das allmähliche Auftreten von Scherzonen gekennzeichnet; die Schieferung fällt ab hier jetzt nach Nordost ein, bis sie im Nördlichen Scherzonengürtel sehr steile Einfallswerte nach Nordost annimmt.
Generell streichen die großräumigen Schieferungsstrukturen somit Nordwest-Südost, können aber auch in die Ost-West-Richtung einbiegen. Die Faltenachsen tauchen im Südwesten generell nach Südosten ein, drehen aber im Nordosten auf östliche, nordöstliche und sogar nördliche Abtauchrichtungen.
Es wird angenommen, dass der Faltengürtel und der Südliche Scherzonengürtel durch eine alpine Blockrotaion verstellt wurden, wie dies auch in anderen Bereichen der südlichen Pyrenäen beobachtet wird. 

## Alter
Bisher durchgeführte Altersdatierungen ergaben für die Migmatite ein Alter von 299 Millionen Jahren BP und für den Roses-Granodiorit ein Alter von 290,8 ± 2,9 Millionen Jahren BP. Demzufolge ereignete sich der Höhepunkt der Deformation D 2 im frühen Unterperm (Asselium und Sakmarium). Laumonier und Kollegen  (2014) bezweifeln jedoch das von Druguet ermittelte etwas sehr junge Alter des Roses-Granodiorits, da dieser von einem auf 297 ± 3 Millionen Jahre BP datierten Pegmatit durchzogen wird. Sie geben ferner zu bedenken, dass die Hauptmasse der magmatischen Intrusionen in den Pyrenäen im Zeitraum 309 bis 299 Millionen Jahre BP, d. h. im Moscovium, Kasimovium und Gzhelium erfolgt war.
Was die Metasedimente anbetrifft so fanden Casas und Kollegen (2014) für die untere Serie neoproterozoische Alter des Ediacariums. Der Port-de-la-Selva-Gneis konnte mittels der U-Pb-Methode an Zirkonen auf 553 ± 4 Millionen Jahre BP datiert werden. Vormalige saure und basische Tufflagen in der unteren Serie erbrachten Alter zwischen 577 ± 3 und 558 ± 3 Millionen Jahren BP.
Umstritten ist nach wie vor die zeitliche Stellung der Deformation D 3 und der retrograden Scherzonen. Neue Befunde durch Vissers und Kollegen (2016) mit mitteljurassischen und sogar tertiären Altern für die Scherzonen lassen nämlich von dem bisher akzeptierten Modell einer kontinuierlich variszischen Entwicklung Abstand nehmen.